# ماساکازو کودا
ماساکازو کودا (انگلیسی: Masakazu Koda؛ زادهٔ ۱۲ سپتامبر ۱۹۶۹) بازیکن فوتبال اهل ژاپن است.
از باشگاه‌هایی که در آن بازی کرده‌است می‌توان به باشگاه فوتبال یوکوهاما، باشگاه فوتبال ویسل کوبه، و باشگاه فوتبال سانفریس هیروشیما اشاره کرد.